# Dicklit
 (janvier 2023).
La mise en forme du texte ne suit pas les recommandations de Wikipédia : il faut le « wikifier ».
Les points d'amélioration suivants sont les cas les plus fréquents. Le détail des points à revoir est peut-être précisé sur la page de discussion.
- Les titres sont pré-formatés par le logiciel. Ils ne sont ni en capitales, ni en gras.
- Le texte ne doit pas être écrit en capitales (les noms de famille non plus), ni en gras, ni en italique, ni en « petit »…
- Le gras n'est utilisé que pour surligner le titre de l'article dans l'introduction, une seule fois.
- L'italique est rarement utilisé : mots en langue étrangère, titres d'œuvres, noms de bateaux, etc.
- Les citations ne sont pas en italique mais en corps de texte normal. Elles sont entourées par des guillemets français : « et ».
- Les listes à puces sont à éviter, des paragraphes rédigés étant largement préférés. Les tableaux sont à réserver à la présentation de données structurées (résultats, etc.).
- Les appels de note de bas de page (petits chiffres en exposant, introduits par l'outil «  Source ») sont à placer entre la fin de phrase et le point final[comme ça].
- Les liens internes (vers d'autres articles de Wikipédia) sont à choisir avec parcimonie. Créez des liens vers des articles approfondissant le sujet. Les termes génériques sans rapport avec le sujet sont à éviter, ainsi que les répétitions de liens vers un même terme.
- Les liens externes sont à placer uniquement dans une section « Liens externes », à la fin de l'article. Ces liens sont à choisir avec parcimonie suivant les règles définies. Si un lien sert de source à l'article, son insertion dans le texte est à faire par les notes de bas de page.
- La présentation des références doit suivre les conventions bibliographiques. Il est recommandé d'utiliser les modèles {{Ouvrage}}, {{Chapitre}}, {{Article}}, {{Lien web}} et/ou {{Bibliographie}}. Le mode d'édition visuel peut mettre en forme automatiquement les références.
- Insérer une infobox (cadre d'informations à droite) n'est pas obligatoire pour parachever la mise en page.

Pour une aide détaillée, merci de consulter Aide:Wikification.
Si vous pensez que ces points ont été résolus, vous pouvez retirer ce bandeau et améliorer la mise en forme d'un autre article.

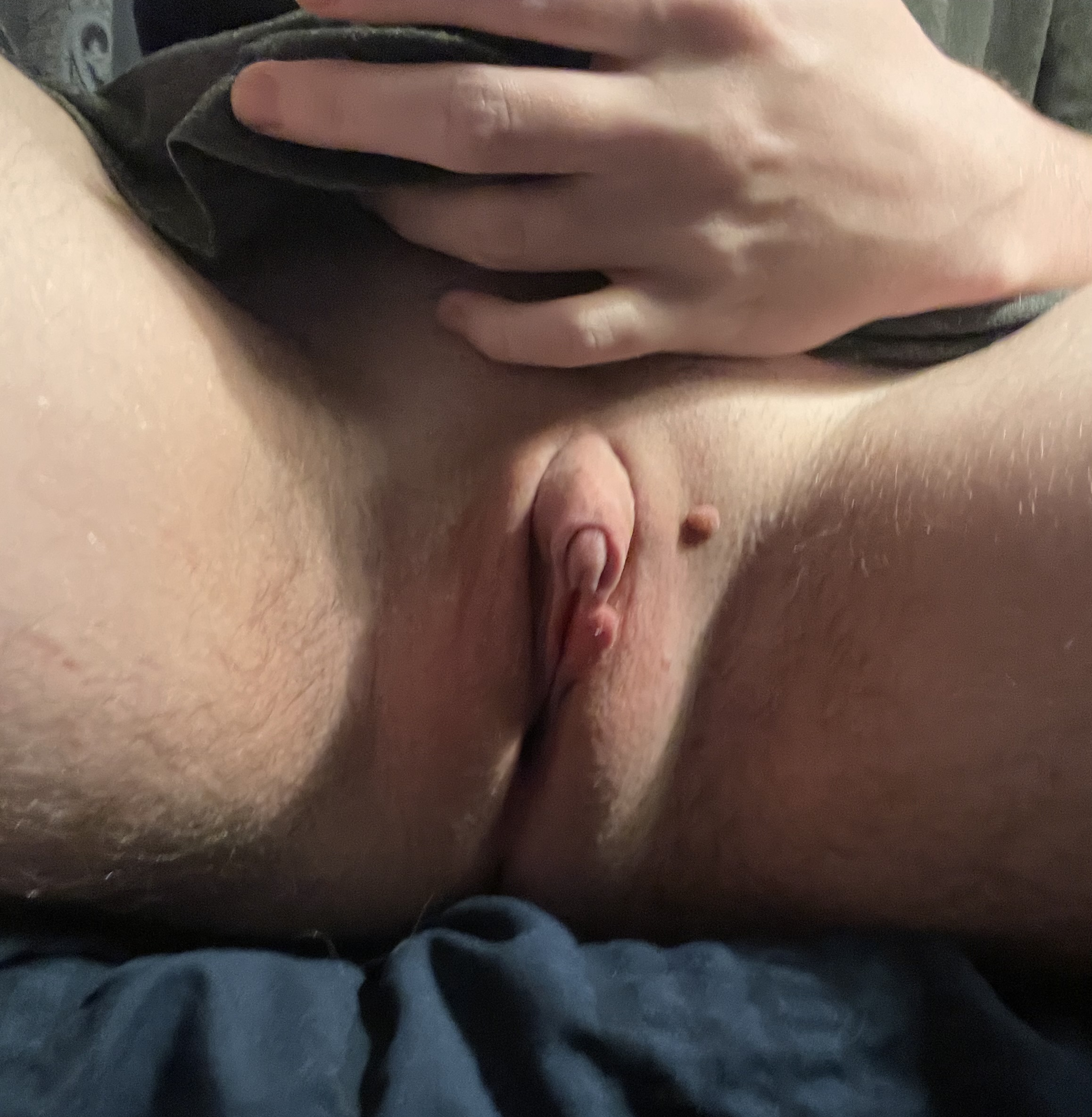
Dicklit d'un homme trans.

Le dicklit (aussi appelé « phalloris ») est un organe génital de certaines personnes transgenres FtM ou FtX, ainsi que de certaines personnes intersexes. Il résulte d'une succession de transformations corporelles naturelles ou bien choisies. Dans le cadre d'une transition de genre, le dicklit se développe à la suite de la prise de testostérone.
Il se situe dans le haut de la vulve. Le capuchon du clitoris, qui est toujours présent, l'enveloppe partiellement.
Chez certaines personnes intersexes, il est présent à la naissance et généralement désigné comme un micropénis.

## Étymologie
Le terme dicklit date de la fin du XXe siècle. C'est un mot-valise du mot anglais « dick » (pénis dans un registre familier) et de « clit » pour clitoris. Il signifie littéralement : pénis-clitoris.
Le terme phalloris est un néologisme créé à partir du préfixe « phallo » (du grec phallós qui a donné phallus) qui désigne le pénis, et du suffixe « ris »  qui fait référence au clitoris. La création de ce mot valise répond au besoin de s'écarter du caractère pornographique et fétichisant auquel peut être relié le nom anglais « dick ».[réf. nécessaire]

## Aspect
Le dicklit ressemble à un gros clitoris ou à un pénis de petite taille. Comme pour un pénis, on trouve à la jonction entre le gland et le corps du dicklit une couronne de chair plus large, ce qui laisse à penser que celle-ci existe sur le clitoris, mais sous une forme non visible.

## Croissance
La croissance du dicklit est l'un des premiers effets d'une transition hormonale masculinisante, elle intervient dès les premiers jours à premiers mois du traitement. Il s'agit d'un effet non réversible de la prise de testostérone : en cas d'arrêt du traitement, le dicklit gardera la même forme et taille. La partie externe du dicklit peut grandir de quelques millimètres et atteindre 5 à 6 centimètres tout au plus.

## Hygiène
Comme pour le pénis et le clitoris, le capuchon produit du smegma, ce qui nécessite un nettoyage aux doigts ou au gant de toilette lors du bain ou de la douche.

## Pratiques sexuelles
Le dicklit garde à peu près la sensibilité d'un clitoris. Il est donc possible de le masturber ou de pratiquer dessus l'équivalent d'un cunnilingus.
La protection contre les IST passe par les mêmes moyens que pour un cunnilingus, à savoir l'utilisation d'une digue dentaire ou d'un préservatif externe faisant barrière aux virus.

## Métaidoïoplastie
La métaidoïoplastie est, avec la phalloplastie, l'une des opérations chirurgicales possibles pour obtenir un néo-pénis. Celle-ci consiste à "libérer" le dicklit du capuchon afin de le faire gagner en taille externe.